# 赤星道重
赤星 道重（あかほし みちしげ）は、江戸時代前期の武士。島原の乱の一揆勢指導者・天草十七人衆の一人。

## 略歴
肥後国加藤氏や豊臣氏に仕えた赤星親武の子として誕生した。
通称の赤星内膳、赤星主膳の名で多くの史料に見られる。島原の乱の実録物『天草騒動』によると、豊臣家家臣の父が大坂夏の陣で戦死する直前に脱出させたため生き残り、後に天草に逃れ、その後は宗帆と名乗ったという。
島原の乱では一揆勢における評定衆・徒士大将の一人として原城本丸付近を守備した。
原城における幕府軍との攻防で、寺沢堅高の家臣・三宅重元と一騎討ちをした末、戦死したという。